# Heinrich Arnold (Politiker)
Karl (Carl) Heinrich Arnold (* 17. August 1835 in Greiz; † 31. Oktober 1891 auf seinem Rittergut Giesenstein bei Gottleuba) war ein deutscher Fabrikant und Politiker.

## Leben
Arnold war der Sohn des Webermeisters und Fabrikanten Karl Ferdinand Arnold in Greiz und dessen Ehefrau Christiane Caroline geborene Möbius. Er war evangelisch-lutherischer Konfession und heiratete am 13. Juli 1858 in Dresden Cäcilie Juliane Biehaijn, die Tochter des Ziegeldeckermeisters Johann Gottlieb Biehaijn aus Dresden.
Arnold war Kaufmann und Fabrikant in Greiz und später Rittergutsbesitzer auf Giesenstein. Am 21. März 1878 wurde er zum Kommerzienrat ernannt. Er war Träger hoher Orden.

## Politik
Arnold vertrat konservative Positionen und trat bei der Reichstagswahl 1884 im Reichstagswahlkreis Reuß älterer Linie erfolglos für die Deutschkonservative Partei an. In der ersten Wahlrunde am 28. Oktober 1884 siegte stattdessen Wilhelm Blos (SPD Reuß älterer Linie). Da Wilhelm Blos auch in Braunschweig gewählt wurde, nahm er die Wahl nicht an. Bei der anstehenden Nachwahl wurde aber nicht Arnold, sondern Oscar Liebmann konservativer Kandidat und scheiterte ebenfalls.
Vom 11. November 1878 bis zum 31. Oktober 1891 war er Abgeordneter im Greizer Landtag. Von 1860 bis 1880 war er Mitglied der Stadtverordnetenversammlung bzw. des Gemeinderats der Stadt Greiz.